# Сюрзя
Сюрзя — река в Удмуртии, правый приток Сали (бассейн Камы). Протекает по Красногорскому району. Длина реки составляет 15 км.
Исток расположен на Красногорской возвышенности в 1,6 км к востоку от деревни Юшур и в 22 км к юго-востоку от райцентра, села Игра. Всё течение проходит по лесному массиву, в верхнем течении протекает деревню Сюрзяне, в деревне на реке плотина и запруда. Генеральное направление течения — восток. Приток — Варавай (левый). Впадает в Салю в 20 км к юго-востоку от Красногорского близ границы с Игринским районом.
Течение спокойное. Река протекает по торфяным болотам, из-за чего вода тёмная.

## Данные водного реестра
По данным государственного водного реестра России относится к Камскому бассейновому округу, водохозяйственный участок реки — Чепца от истока до устья, речной подбассейн реки Вятка. Речной бассейн реки — Кама.
Код объекта в государственном водном реестре — 10010300112111100032707.